# مجلة الدراسات الإفريقية الحديثة
مجلة الدراسات الأفريقية الحديثة هي مجلة أكاديمية فصلية تغطي التطورات في السياسة والمجتمع الأفريقي الحديث. ينصب تركيزها الرئيسي على القضايا الحالية في السياسة الأفريقية والاقتصادات والمجتمعات والعلاقات الدولية. تنشر ما يقرب من 25 مقالة و 30 مراجعة كتابية في السنة
تم نشر المجلة من قبل مطبعة جامعة كامبريدج واعتبارًا من 2018 سيكون محررها إيان تايلور [جامعة سانت أندروز] وإبنيزر أوباداري [جامعة كانساس]. تم تحريرها من قبل ليوناردو فياللون [جامعة فلوريدا] وبول نوجنت [جامعة أدنبره] من 2012-2017، وكريستوفر كلافام من جامعة كامبردج 1997-2012. عمل ديفيد كيمبل من جامعة ليسوتو الوطنية كمحرر مؤسس لها من عام 1963 إلى عام 1997.

## الاستخلاص والفهرسة
وفقًا لتقارير جريدة الاقتباس لعام 2008، فإن للمجلة عامل تأثير قدره 1.041، مما يجعلها في المرتبة الرابعة من أصل 38 في فئة «دراسات المنطقة». المجلة حاليا مجردة ومفهرسة في:
- نت لايبراري
- الفهرس الدولي للعلوم الإنسانية
- الببليوغرافيا الدولية للعلوم الاجتماعية
- بروكويست
- سكوبس
- فهرس الاستشهادات في العلوم الاجتماعية
- الملخصات الاجتماعية

## مقالات بارزة
- «شرح الإبادة الجماعية في رواندا عام 1994» - هيلين م. هينتينز، يونيو 1999 37: 2، ص 241-286
- «مشاركة الصين في إفريقيا: النطاق والأهمية والعواقب» - دينيس إم، سبتمبر 2006 44: 3، pp 459-479
- «بيئة الأعمال ونشاط تنظيم المشاريع في نيجيريا: الآثار المترتبة على التنمية الصناعية» - ماري أغبولي وتشيكويندو كريستيان أوكايجبو، مارس 2006 44: 1، الصفحات 1-30
- «الماس أم التنمية؟ تقييم هيكلي لأربعين عامًا من النجاح في بوتسوانا»- إلين هيلبوم، يونيو 2008 46: 2، الصفحات من 191 إلى 214